# 1792 Reni
1792 Reni (1968 BG) là một tiểu hành tinh vành đai chính được phát hiện ngày 24 tháng 1 năm 1968 bởi L. Chernykh ở Nauchnyj.